# 액티브 픽셀 센서

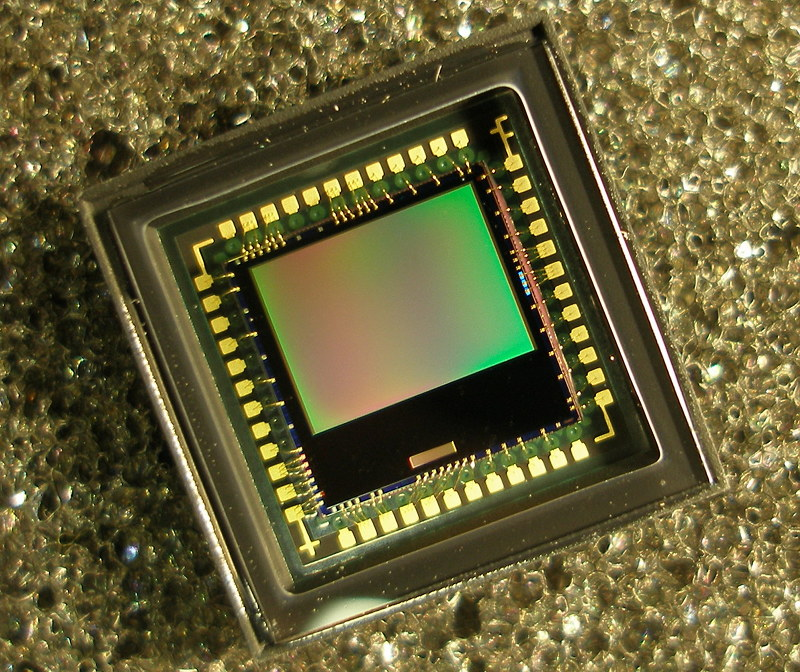
CMOS 이미지 센서

액티브 픽셀 센서(영어: active pixel sensor, APS)는 CMOS(상보성 금속산화막 반도체)를 이용한 고체 촬상 소자이다. CCD 이미지 센서와 동일하게 광다이오드를 사용하지만 제조 과정과 신호를 읽는 방법이 다르다.

## 역사
CMOS 이미지 센서의 원리가 고안된 것은 1960년대 후반이지만 실용화된 것은 미세 가공 기술이 첨단화된 1990년대 이후이다. 2000년대 후반부터 Image Sensor 기술의 고해상도화가 진행됨에 따라 BSI(back side illumination) 공정 기술과
3D Stacking Sensor 제작 공정기술이 대두되고 있다.
Wafer Stacking을 통한 3D CIS(CMOS image sensor) 제작 공정은 한 Wafer에다 Pixel의광 집적 부분 과 구동 회로 부분을 동시에 공정 진행하는 것과는 달리, 광 집적 부분과 구동 회로 부분을 각 각 다른 Wafer에 공정 진행하여, 일정 공정 후 두 Wafer를 각각 서로 Bonding한 후 후속 일정 공정을 진행하는 방식으로 이루어진다. 즉, 한 Wafer에는 광 집적 부분만을 효율적으로 공정 진행하고 또 다른 Wafer에는 광 집적 부분의 신호를 받아 이를 처리하여 출력 신호로 내보내는 구동 회로 부분만 역시 효율적으로 공정 진행한다. 이 때 필수적으로 두 Wafer를 Bonding하기 위한 Bonding Pad를 각 Wafer에 형성하게 되고 이 Bonding Pad를 상,하 서로 포개어 접촉 시키게 된다.

## 장단점

### 장점

CMOS 이미지 센서 메커니즘의 개략도. 착색 부분은 각 화소에 대응된다. 일반적으로 이와 같이 컬러 필터를 배치하는 것으로 사실적인 색을 구현한다.

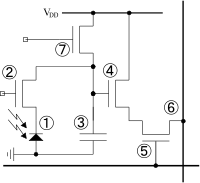
셀(화소에 대응)의 등가회로

단위 셀마다 증폭기를 가지고 있으며 광변환된 전기신호의 읽기에 의해서 전기 노이즈의 발생이 적어지는 특징이 있다. CMOS 로직 LSI 제조 프로세서의 응용으로 대량생산이 가능하기 때문에 고전압 아날로그 회로를 가지는 CCD 이미지 센서와 비교해서 제조 단가가 낮고 소자의 크기가 작아서 소비 전력이 적다는 장점이 있다.
그리고 논리 회로를 동일한 공정으로 제작해서 화상 처리 회로를 On-Chip화하여 화상 인식 장치, 인공 시각 장치에 응용 연구되어서 일부는 상용화되었다. 이로 인해 인공 망막 칩이라고 불리는 경우도 있다.

### 단점
CCD와 비교해서 여러 가지 장점이 있지만, 저조도 상황에서 소자가 쉽게 불안정해지고 촬영된 화상에 노이즈가 많이 발생되는 경향이 있다. 그리고 화소마다 고정된 증폭기를 할당하기 때문에 증폭기의 특성차에 의한 고정 패턴 노이즈를 가지는 단점이 있어서 이것을 보정하는 회로가 필요하다. 최근에는 PC의 고출력화, 저잡음화, PD에서 증폭기로 전하 전송 효율의 향상, PD의 수광 면적을 상대적으로 확대하기 위한 트랜지스터의 복수 화소 공용화같은 여러 가지 개량 수단에 의하여 신호 대 잡음비가 현격히 향상되었다.
그리고 전하화를 동시에 실시할 수 없는 구조적인 문제로 인하여 고속으로 움직이는 물체를 촬영했을 때 진행 방향쪽으로 상이 흔들리는 단점이 있다. 이것은 한개의 CMOS를 블록화하여 극복할 수 있다. 다만 이러한 기술적 접근으로 인해 가격이 낮다는 CMOS의 장점이 상쇄되기 때문에 소형 디지털 카메라에는 CMOS가 사용되는 경우가 적다. 한편 DSLR 카메라와 같이 촬상 소자의 크기가 큰 경우 CCD는 소비 전력 면에서 불리하다.

## 응용
CMOS 이미지 센서는 범용 반도체 제조 장치를 이용하여 제조가 가능해서 CCD 이미지 센서보다 가격이 저렴하다. 그렇기 때문에 저가 디지털 카메라나 디지털 비디오 카메라, 느린 프레임의 텔레비전 카메라에서 활발하게 사용되고 있다. 특히 비디오 채팅에 사용되는 웹 카메라의 대부분이 CMOS를 탑재하고 있다. 그리고 야노 경제 연구소(일본어: 矢野経済研究所)에 의하면 카메라 기능을 가진 휴대 전화가 보급된 결과 2004년에는 CMOS 이미지 센서의 출하량이 CCD 이미지 센서의 출하량을 뛰어 넘었다고 예상했다.
과거에는 CCD보다 화질이 많이 떨어져서 저가 제품에만 사용되었다. 하지만 최근에는 큰 크기로 설계가 가능한 점, 낮은 제조 비용, 대폭 향상된 화질로 인해 DSLR 카메라와 같이 고화질을 요구하는 고가 제품에도 많이 사용되고 있다. 캐논은 자체 개발, 제조한 CMOS 이미지 센서를 2002년부터 DSLR에 채용하고 있다. 니콘의 최고급형 DSLR인 D2X에서도 소니사의 엑스모어 CMOS를 채용하고 있다. 이러한 DSLR에 사용되는 CMOS 센서의 경우 비슷한 시기에 개발된 CCD와 비교했을 때, 비슷하거나 오히려 더 높은 화질을 보여준다.
그리고 소니나 캐논은 보급형 HD 비디오 카메라에서도 CMOS 이미지 센서를 사용하고 있다.

## 같이 보기
- CCD 이미지 센서